# Siegfried von Nostitz
Siegfried von Nostitz (* 16. November 1905 in Hannover; † 19. Oktober 1993 in Widdersberg) war ein deutscher Diplomat.

## Leben
Nostitz war ein Sohn des preußischen Offiziers Egon Ludwig Walter Konstantin von Nostitz (1866–1943) und dessen Frau Henriette (geborene von Mertens, 1874–1937). Er besuchte das Humanistische Gymnasium in Hannover und das Kaiser Friedrich-Gymnasium in Frankfurt am Main, wo er 1923 das Abitur erlangte. Von 1923 bis 1927 studierte er Rechtswissenschaft und Volkswirtschaft in Tübingen und Frankfurt am Main. Im Sommer 1927 legte er sein Referendarexamen ab und trat am 1. Juni 1927 in den preußischen Justizdienst ein. Im Juni 1931 folgte das Assessorexamen und er war vom 16. März bis 17. Oktober als Hilfsarbeiter im Reichsjustizministerium tätig. Am 1. Mai 1933 trat er in die NSDAP und wurde bald darauf Mitglied in der SA.
Am 10. Oktober 1934 wurde er in den Auswärtigen Dienst einberufen und legte am 16. Juni 1938 seine Diplomatisch-konsularische Prüfung ab. Er wurde bis zu seiner Einberufung zum Militärdienst am 29. September 1944 mit unterschiedlichen diplomatischen Aufgaben betraut. Von 8. September 1942 bis 26. Juni 1943 war er Gesandtschaftsrat in Bern, während Gottfried von Nostitz-Drzewiecky, Legationsrat beim Konsulat Genf war. Nostitz geriet in Kriegsgefangenschaft und wurde nach seiner Entlassung von Oktober 1947 bis Juli 1948 juristischer Mitarbeiter bei einem Hamburger Rechtsanwalt. Anschließend war er ab dem 16. November 1948 beim Deutschen Amt für Ein- und Ausreisegenehmigungen in Bad Salzuflen tätig. Er übernahm die Leitung der Landesstelle Hamburg, wurde am 17. Mai 1949 zu Regierungsrat ernannt und wechselte am 13. Februar 1951 in den Auswärtigen Dienst. Es folgten mehrere Ernennungen zum Konsul, Gesandtschafts- und Legationsrat und am 28. September 1960 zum Generalkonsul in Algier. Dort blieb er bis zum 22. Dezember 1962. Nach einem Krankenurlaub wechselte er 11. Juli 1963 an das Generalkonsulat nach San Francisco. Diese Stelle hatte er bis zum 20. November 1970 inne. Am 6. Oktober 1970 wurde er in den Ruhestand versetzt.

## Familie
Am 12. Oktober 1933 heiratete er Gisela (geborene Freiin von Dörnberg), die Tochter des preußischen Land- und Regierungsrats Karl Freiherr von Dörnberg. Mit ihr hatte er mehrere Kinder:
- Dagmar von Nostitz (6. November 1936) ⚭ 24. April 1965 Karl Siegfried Guthke[4]
  - Carl Ricklef Guthke
- Wolfgang von Nostitz (28. Februar 1940).

## Veröffentlichung
- Die Vernichtung des roten Mannes: Dokumentarbericht. Diederichs, Düsseldorf / Köln 1970, ISBN 3-430-17160-1.
- Algerisches Tagebuch 1960–1962. Econ-Verlag, Dusseldorf 1971.